# Chiang Mai
Chiang Mai, Chiengmai o Chiangma ([t͡ɕʰīa̯ŋ màj]ⓘ en tailandés: เชียงใหม่ en thai septentrional: ᨩ᩠ᨿᨦᩉ᩠ᨾᩲ᩵ /t͡ɕīəŋ.màj/ⓘ «ciudad nueva») es la capital de la provincia homónima y ciudad más grande y principal centro cultural del norte de Tailandia, así como la segunda más grande de Tailandia. Está situada a unos 700 kilómetros al norte de Bangkok, entre las montañas más altas del país, y tiene una población de 1.2 millones (2023). Chiang Mai se ubica en la ribera del río Ping, el afluente más importante del Chao Phraya.
En los últimos años Chiang Mai se ha convertido en una ciudad cada vez más moderna, aunque carece del lustre cosmopolita de Bangkok. Cuenta con muchas atracciones, especialmente de carácter cultural y que incluyen 300 templos budistas, para los millares de visitantes extranjeros que la visitan. La importancia histórica de Chiang Mai derivó de su importante localización estratégica en una antigua ruta comercial. Mucho antes de la afluencia moderna de visitantes extranjeros, la ciudad fue un importante centro en la producción de artesanías como paraguas, joyería (particularmente de plata) o esculturas talladas en madera.
Mientras que la ciudad (Thesaban nakhon) de Chiang Mai (que data de 1983) abarca oficialmente la mayor parte del distrito de Mueang Chiang Mai, con una población de 127 400 habitantes, la urbanización irregular extiende la ciudad por varios distritos vecinos configurando una amplia área urbana. El área urbana de Chiang Mai (405 km²) tiene una población de casi 1 197 931 habitantes, que representan más del 66 por ciento de la provincia de Chiang Mai.
La lengua predominante es el Kham Muang (también conocido como tailandés septentrional o Lanna) en oposición al tailandés de Bangkok que se utiliza en la educación y en las comunicaciones. El antiguo alfabeto Tua Muang es estudiado solo por los eruditos y el tailandés septentrional se escribe habitualmente usando el alfabeto tailandés estándar.

## Historia
El rey Mengrai fundó la ciudad de Chiang Mai en 1296 y sucedió a Chiang Rai como capital del reino de Lanna. Mengrai construyó un foso y un muro alrededor de la ciudad para protegerla contra las incursiones desde Birmania. Con el declive del poderío del reino de Lanna la ciudad perdió importancia y fue ocupada a menudo por los birmanos y por los thai del reino de Ayutthaya. 
Como resultado de las guerras birmanas, que terminaron con la caída de Ayutthaya en abril de 1767, el territorio de Chiang Mai se convirtió formalmente en parte de Siam en 1774, cuando el rey tailandés Taksin se lo arrebató a los birmanos, pero la ciudad quedó despoblada y sus habitantes la abandonaron entre 1776 y 1791. Durante ese período Lampang funcionó como capital de lo que quedaba de Lanna.
Chiang Mai emergió posteriormente como centro cultural, comercial y productivo hasta adoptar su estatus actual en que se la considera la capital oficiosa del norte de Tailandia, y  la segunda ciudad en importancia del país, solamente superada por Bangkok.
El municipio moderno data de un distrito sanitario (sukhaphiban) creado en 1915. El 29 de marzo de 1935 pasó a ser un municipio (thesaban nakhon). Primero abarcaba sólo 17.5 km², pero el 5 de abril de 1983 se amplió a 40.2 km².
En mayo de 2006, Chiang Mai fue la sede de la Iniciativa Chiang Mai, celebrada entre la Asociación de Naciones del Sudeste Asiático y los países de la "ASEAN+3" (China, Japón y Corea del Sur). Chiang Mai era una de las tres ciudades tailandesas que optaban a la candidatura de Tailandia para albergar la Exposición Universal de 2020. Ayutthaya fue finalmente elegida por el Parlamento tailandés para inscribirse en el concurso internacional.
A principios de diciembre de 2017, Chiang Mai recibió el título de Ciudad Creativa de la UNESCO. En 2015, Chiang Mai estaba en la lista provisional para la inscripción en el Patrimonio Mundial de la UNESCO. Chiang Mai fue uno de los dos destinos turísticos de Tailandia en la lista de 2014 de TripAdvisor de los "25 mejores destinos del mundo", donde ocupa el número 24.
Sobre el lugar el Rey Rama V dijo: "...Chiang Mai representa el principal diamante de la corona de Tailandia, la corona no puede ser brillante y bella sin el diamante (...)" 12 de agosto de 1883.

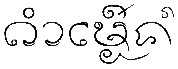
Alfabeto Tua Muang
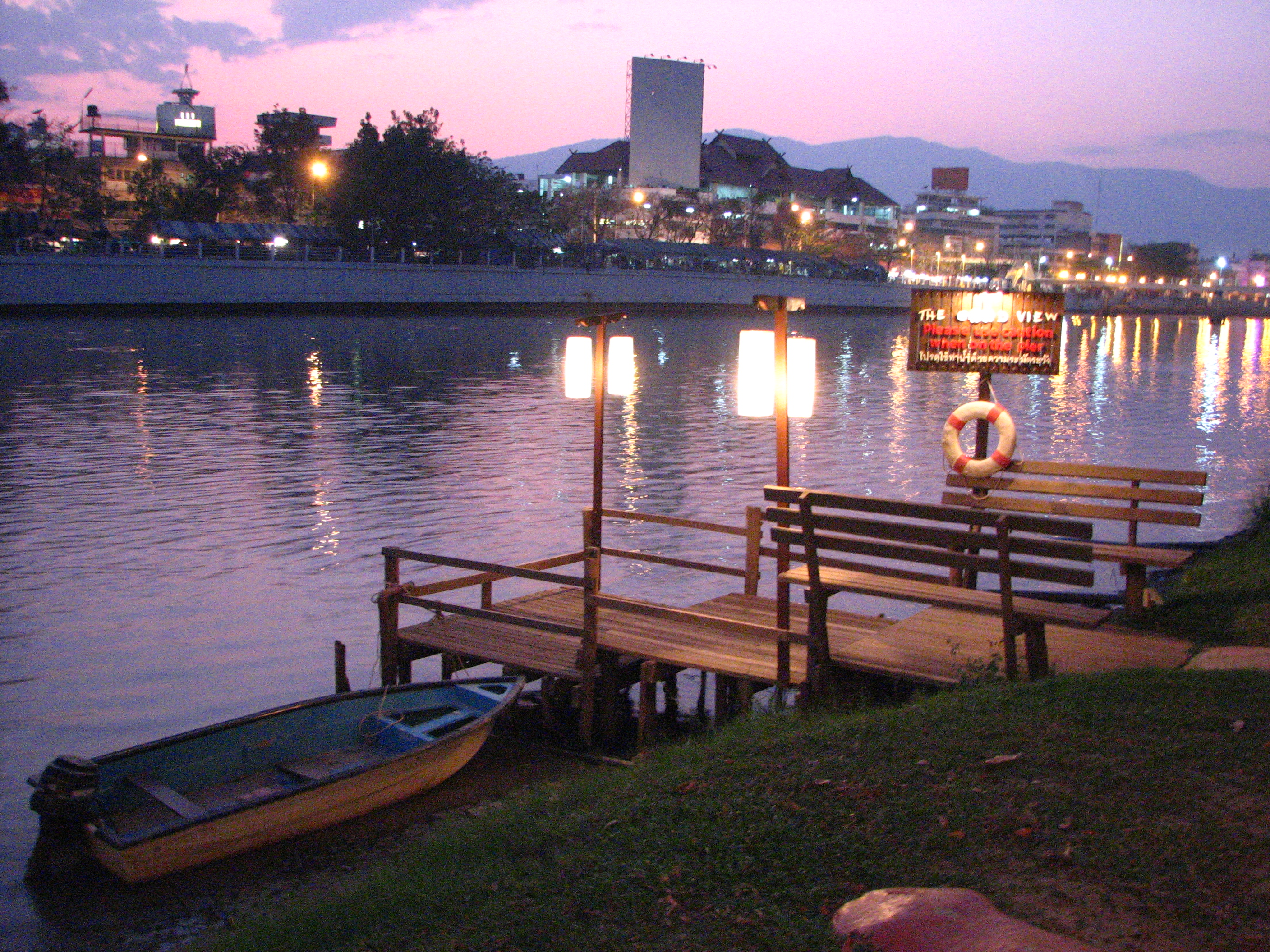
Río Ping
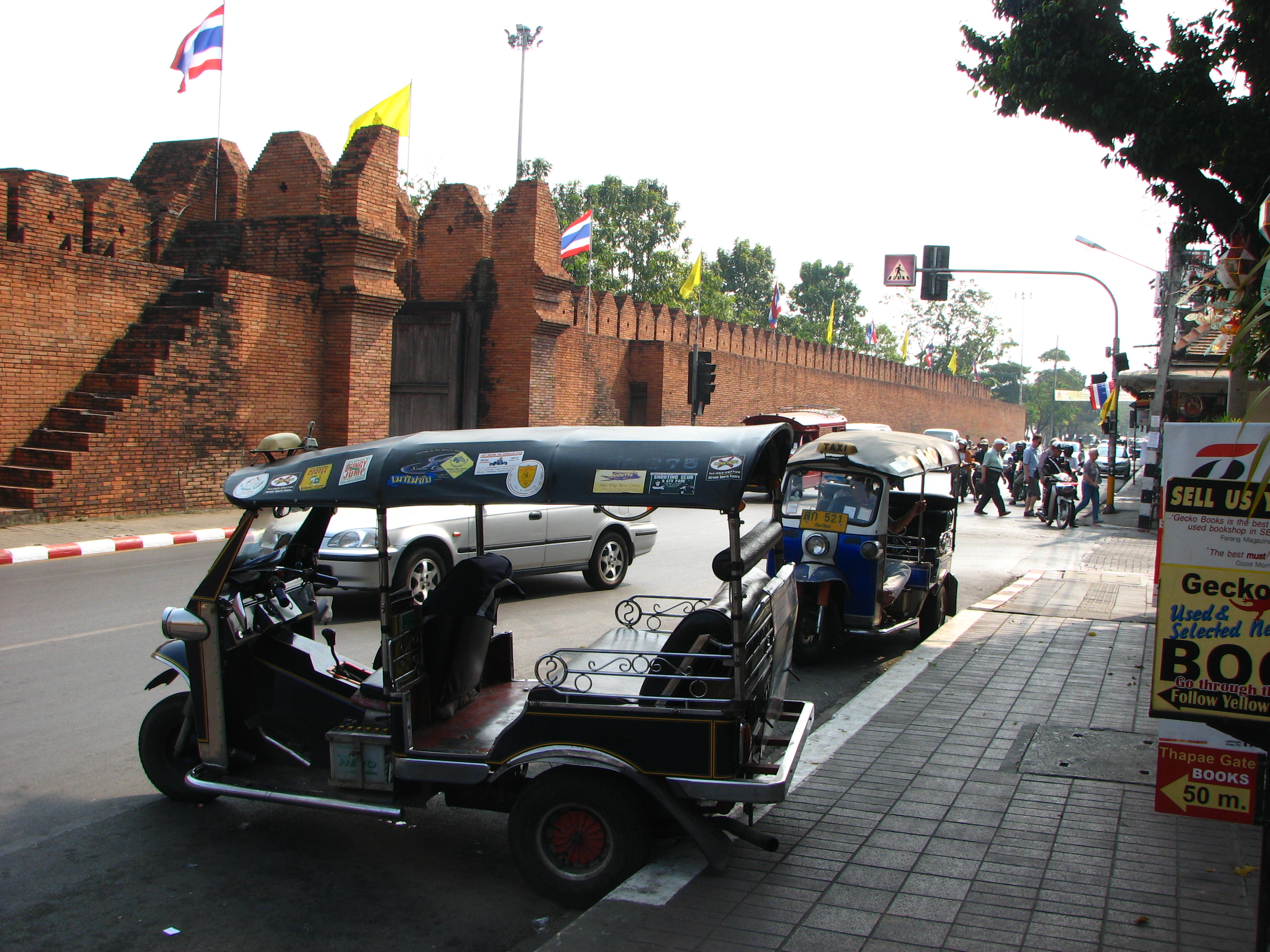
Muralla de Chiang Mai

## Geografía

### Clima
Chiang Mai tiene un clima tropical de sabana (Köppen Aw), atemperado por la baja latitud y moderada elevación, con un tiempo entre cálido y caluroso durante todo el año, aunque las condiciones nocturnas durante la estación seca pueden ser frescas y mucho más bajas que las máximas diurnas. La temperatura máxima registrada fue de 42.4 °C (108.3 °F) en mayo de 2005. Los efectos del frío y del calor son inmediatos, pero los efectos del frío duran más que los del calor y contribuyen a un mayor riesgo de mortalidad relacionada con el frío entre los ancianos de más de 85 años.

## Gobierno y política
La administración del municipio de Chiang Mai es responsable de un área que abarca aproximadamente 40.216 kilómetros cuadrados y consta de 4 distritos municipales, 14 subdistritos, 94 comunidades municipales y 89.656 hogares.
Según la Ley Municipal B.E. 2496 (1953, revisada en 2003), las funciones del municipio abarcan muchas áreas que incluyen el suministro de agua potable, la eliminación de residuos y aguas residuales, el control de las enfermedades contagiosas, la formación y educación pública, los hospitales públicos y la electricidad, etc.
El alcalde, o máximo responsable del ejecutivo, es elegido directamente por los votantes del municipio. El alcalde tiene un mandato de cuatro años y está asistido por un máximo de cuatro tenientes de alcalde nombrados directamente por el alcalde. Así, el alcalde podrá nombrar adjuntos, secretarios y asesores, incluido el propio alcalde, en total no más de 10. El actual alcalde es Tussanai Burabupakorn, desde junio de 2018.
El Consejo Municipal es el órgano legislativo del municipio. Tiene la facultad de dictar ordenanzas mediante leyes que no contradigan las leyes del país. El consejo municipal se aplica a todas las personas que viven en el área municipal. El Consejo Municipal de la ciudad de Chiang Mai está compuesto por 24 miembros elegidos de 4 distritos municipales, cada uno de los cuales tiene un mandato de 4 años.

## Sitios religiosos
En Chiang Mai se localizan más de 300 templos budistas (denominados Wat en tailandés) y constituyen una de las señas de identidad de la ciudad. Entre los más destacados figuran: 
- Wat Phrathat Doi Suthep:[26] es el templo más famoso de la zona, levantado en una colina al noroeste de la ciudad. Este templo data de 1383. Se cuenta que sus constructores eligieron el emplazamiento colocando una reliquia de Buda Gautama en la parte trasera de un elefante y dejando al elefante vagar hasta que llegó a un lugar en donde hizo sonar la trompa y circundó antes de acostarse. Esto fue considerado como un signo de que era un lugar propicio para construir el templo. La localización del santuario permite tener vistas magníficas sobre la ciudad en un día claro.
- Wat Chiang Man:[27] el templo más antiguo de Chiang Mai. El rey Mengrai vivió ahí mientras supervisaba la construcción de la ciudad. Contiene dos imágenes muy importantes y veneradas de Buda: el Phra Sila (Buda de mármol) y el Phra Satang Man (Buda de cristal).
- Wat Phra Singh:[28] localizado dentro de las murallas de la ciudad, data de 1345 y ofrece un ejemplo del estilo de la arquitectura tailandesa norteña clásica. Contiene el Phra Singh Buda, imagen muy venerada, trasladada allí hace muchos años desde Chiang Rai.
- Wat Chedi Luang:[29] templo con gran estupa, fundado en 1401, y dominado por un gran chedi al estilo de Lanna que se comenzó a construir el mismo año pero cuya construcción llevó años terminar. Un terremoto datado en el siglo XVI dañó el chedi.
- Wat Ched Yot:[30] localizado en las cercanías de la ciudad este templo, construido en 1455, fue sede en 1977 del Concilio Budista Mundial.
- Wiang Kum Kam:[31] asentamiento de una antigua ciudad utilizada por el rey Mengrai diez años antes de fundar de Chiang Mai. El sitio situado al sur de la actual ciudad, tiene una gran cantidad de ruinas de templos.
- Wat Phrat Doi Suthep :[32] Tanto el templo como todo el complejo del parque Nacional Doi Suthep son visita obligada.
- Wat U-Mong:[33] es un wat en una cueva del bosque, en las colinas al oeste de la ciudad, cerca de la universidad de Chiang Mai. Wat U-Mong se conoce por su grotesca estatua de hormigón del "Buda ayunando", así como por los centenares de proverbios budistas en inglés y tailandés grabados sobre los árboles.
- Wat Suan Dok:[34] traducido como "el campo del templo de las flores" se trata de un templo del siglo XIV situado justo al oeste de la antigua muralla de la ciudad. Fue construido por el rey de Lanna para un venerado monje que llegó desde Sukhothai para el Vassa o "retiro de la estación de lluvias". Este templo tiene varias características únicas. Una es el gran ubosot del templo ("pasillo de la ordenación"). Es inusual, no solamente por su tamaño, sino también porque está abierto a los lados en vez de encerrado. En segundo lugar, hay una gran cantidad de chedis que contienen las cenizas de los gobernantes de Chiang Mai. El templo es también sede de la universidad budista de Mahachulalongkorn Rajavidyalaya.

|                                 |
| Templo Wat Pharathat Doi Suthep |

|                       |
| Templo Wat Chiang Man |

|                       |
| Templo Wat Phra Singh |

|                        |
| Templo Wat Chedi Luang |

|                     |
| Templo Wat Ched Yot |

|                      |
| Templo Wiang Kum Kam |

|                   |
| Templo Wat U-Mong |

|                     |
| Templo Wat Suan Dok |

## Festivales
A lo largo del año Chiang Mai es sede de muchos festivales de importancia en el país. Los más reseñables incluyen: 
- Loi Kratong (conocido localmente como Yi Peng):[35] Se lleva a cabo en una noche de luna llena en noviembre. Millares de personas ponen a flotar sobre los canales de la ciudad cajas (krathong) adornadas con flores y velas para rendir culto a la diosa del agua. Faroles (khom fai) en forma de globos con aire caliente, de estilo Lanna, se lanzan al aire. Se cree sirve para ayudar a los habitantes locales a librarse de apuros y además se toman para adornar casas y calles.
- Songkran:[36] Se lleva a cabo a mediados de abril para celebrar el Año Nuevo tailandés tradicional. Chiang Mai ha llegado a ser uno de los sitios más populares a visitar durante esta fiesta. Una variedad de actividades religiosas y recreativas tienen lugar cada año, junto con desfiles y el concurso de belleza "Señorita Songkran".
- Festival de la Flor:[37] dura tres días durante el primer fin de semana de febrero. Este acontecimiento ocurre durante el período en que las flores templadas y tropicales de Chiang Mai están en la plena floración. Las festividades incluyen los flotadores florales, los desfiles, los bailes tradicionales y una competencia de belleza.

|                                           |
| Cestos durante las fiestas de Loi Kratong |

|                                            |
| Faroles durante las fiestas de Loi Kratong |

|                                      |
| Baño de un monje durante el Songkran |

|                                        |
| Carroza durante el Festival de la Flor |

## Universidades
Chiang Mai alberga, además de numerosos institutos tecnológicos y pedagógicos, varias universidades. La Universidad de Chiang Mai fue la primera de su tipo estatal establecida fuera de Bangkok. Posteriormente se incorporaron a la oferta académica la Universidad Rajabhat Chiang Mai, la Universidad Rajamangala de Tecnología, la Universidad de Payap y la Universidad de Maejo.
|                                                                |
| Facultad de Arte, Comunicación y Tecnología (Univ. Chiang Mai) |

|                                                          |
| Instituto de Tecnología Agropecuaria (Univ. Rajamangala) |

|                                        |
| Facultad de Comunicación (Univ. Maejo) |

## Turismo
Chiang Mai es una importante ciudad del norte de Tailandia y recibe gran cantidad de turistas al año. El Aeropuerto Internacional de Chiang Mai (CNX) recibe vuelos internacionales de todo el mundo.
La ciudad también está bien conectada con el resto del país con vuelos nacionales, buses y trenes, así como su popular tren nocturno que une Bangkok y Chiang Mai.
En la región de Chiang Mai abunda la naturaleza, los templos y las grandes urbes, lo que permite realizar un amplio abanico de actividades: 
- Etnoturismo entre la tribus de montañeses: travesías por las montañas y bosques locales, a pie o en elefante, para visitar a las tribus nativas, como los Akha, Hmong, Karen o Lisu.
- Parque natural del Elefante: a aproximadamente 60 km al norte de la ciudad es un falso santuario de elefantes. Este lugar fue el pionero del mayor engaño a los turistas y para continuar con la explotación de los elefantes. Por ese motivo FAADA lo ha retirado de su listado de Santuarios Éticos.[45]
- Doi Inthanon:[46] se trata de la montaña más alta de Tailandia ubicada en el área de parque nacional.
- Otras actividades al aire libre: montañismo, paseo en elefante o deportes náuticos en embarcaciones típicas.
- Compras: en Chiang Mai se organiza cada noche un bazar grande y famoso por la venta de artesanías, puestos de comida callejera y mercancías muy diversas. También hay numerosas tiendas modernas.
- Masaje tailandés: las calles secundarias y las avenidas principales de Chiang Mai ofrecen una variedad de masajes de los pies y la cara así como cursos de masaje tailandés.
- Museos locales: incluyen el de Arte de la Ciudad, el Centro Cultural, el Museo de las Tribus Montañesas y el Museo Nacional de Chiang Mai.
- Cocina tailandesa.

|                              |
| Dos niñas con trajes típicos |

|                                                       |
| Alimentando un elefante en el parque natural homónimo |

|                              |
| Parque nacional Doi Inthanon |

|                              |
| Bazar nocturno de Chiang Mai |

|                           |
| Local de masaje tailandés |

|                                  |
| Detalle del Lanna Folklife Museo |